# Ride Like a Girl – Ihr größter Traum
Ride Like a Girl – Ihr größter Traum (Originaltitel: Ride Like a Girl) ist ein australischer Film aus dem Jahr 2019, der das Leben von Rennreiterin Michelle Payne und ihren historischen Sieg im Melbourne Cup schildert, bei dem sie 2015 in der 155-jährigen Geschichte des Rennens als erster weiblicher Jockey den Sieg feiern konnte. Bei dem biographischen Sport-Drama führte Rachel Griffiths Regie. In den Hauptrollen sind Teresa Palmer als Payne und Sam Neill als ihr Vater zu sehen. Michelles Bruder Stevie Payne spielt sich selber.

## Handlung
Michelle Payne ist das jüngste der zehn Kinder des Rennpferdetrainers Paddy Payne. Ihre Mutter starb, als sie wenige Monate alt war. Ihr Vater Paddy musste somit alle zehn Kinder alleine erziehen. Zu ihrem Bruder Stevie, der das Down-Syndrom hat, hat Michelle von klein auf ein besonders enges Verhältnis. Acht der zehn Payne-Kinder sind Jockey. Stevie ist Pferdepfleger geworden.
Michelle träumt schon als kleines Kind davon, eines Tages den Melbourne Cup, das wichtigste australische Pferderennen, zu gewinnen. Sie wird wie ihre Geschwister Jockey. Ihr Bruder Stevie unterstützt Michelle bei ihren Ritten. Michelle hat mehrere schwere Unfälle, gibt aber dennoch ihren Traum nicht auf, und als sie Prince of Penzance kennenlernt, ist sie davon überzeugt, mit diesem Pferd den Cup gewinnen zu können. Payne gewinnt schließlich den Melbourne Cup am 3. November 2015 mit Prince of Penzance, einem 6-jährigen braunen Wallach.

## Rezeption
Der Film erschien am 28. Februar 2020 in Deutschland als DVD, BluRay und Video on Demand bei Splendid Film.
Der Film erhielt gemischte und positive Kritiken, mit 62 % Zustimmung bei Rotten Tomatoes und (Stand 4. März 2020) 6.8/10 Punkten bei der IMDb.
Auszeichnungen
| Auszeichnung | Kategorie               | Person             | Ergebnis  |
| ------------ | ----------------------- | ------------------ | --------- |
| AACTA Awards | Bester Film             | Richard Keddie     | Nominiert |
| AACTA Awards | Bester Film             | Rachel Griffiths   | Nominiert |
| AACTA Awards | Bester Film             | Susie Montague     | Nominiert |
| AACTA Awards | Beste Hauptdarstellerin | Teresa Palmer      | Nominiert |
| AACTA Awards | Beste Musik             | David Hirschfelder | Nominiert |